# Palladam
Palladam là một thị xã panchayat của quận Coimbatore thuộc bang Tamil Nadu, Ấn Độ.

## Địa lý
Palladam có vị trí 10°59′B 77°18′Đ / 10,98°B 77,3°Đ Nó có độ cao trung bình là 325 mét (1066 feet).

## Nhân khẩu
Theo điều tra dân số năm 2001 của Ấn Độ, Palladam có dân số 29.145 người. Phái nam chiếm 51% tổng số dân và phái nữ chiếm 49%. Palladam có tỷ lệ 73% biết đọc biết viết, cao hơn tỷ lệ trung bình toàn quốc là 59,5%: tỷ lệ cho phái nam là 80%, và tỷ lệ cho phái nữ là 65%. Tại Palladam, 11% dân số nhỏ hơn 6 tuổi.